# Ambatomainty (Amparafaravola)
Ambatomainty est une commune urbaine malgache située dans la partie centre-ouest de la région d'Alaotra-Mangoro.